# Gustav Theodor Fechner
Gustav Theodor Fechner (Groß Särchen, 19 aprile 1801 – Lipsia, 18 novembre 1887) è stato uno psicologo e statistico tedesco, fondatore della psicofisica.
Nel 1860 ritenne di aver individuato un'equazione in grado di quantificare esattamente il rapporto tra stimolo fisico e sensazione (rapporto tra anima e materia), detta "formula di Fechner".
Docente di fisica all'Università di Lipsia, con lo pseudonimo "Dr. Mises" nel 1825 pubblicò il singolare saggio Vergleichende Anatomie der Engel (Anatomia comparata degli angeli).

## Anima e corpo
Fechner riteneva, in risposta alla questione materialistica sviluppatasi in Germania nel XVIII secolo, che ogni corpo fosse dotato di un'anima. L’anima per lui è una proprietà della materia inerente alla sua organizzazione in atomi. Ogni materia, quindi, in quanto composta di atomi è dotata di anima che è tanto più complessa quanto più è complessa la struttura della materia a cui inerisce. Abbiamo, inoltre, i modi di rilevare cosa accade nell'anima auto-osservandoci ad esempio, ma questo non ci permette di comprendere cosa avviene nella materia. Stessa cosa accade quando osserviamo cosa accade nella materia, ma in riferimento all'anima. L’anima e i suoi prodotti, però, sono effetti di processi che avvengono nel sistema nervoso. Sviluppando il lavoro del suo maestro Ernst Heinrich Weber, credette di aver trovato una legge in grado di mettere in relazione il mondo dello spirito e quello della materia. Tale legge, che prende il nome di legge di Weber-Fechner, stabilisce che affinché l'intensità di una sensazione cresca in progressione aritmetica, lo stimolo deve crescere in progressione geometrica.
In formula:
{\displaystyle S=k*logR+C}
dove {\displaystyle S} è il valore della sensazione, {\displaystyle R} quello dello stimolo, e {\displaystyle c} una costante che varia da stimolo a stimolo. Pertanto la sensazione S si accresce con il logaritmo dell'intensità dello stimolo.

## Altri contributi

### Mediana
Fechner sviluppò l'uso della mediana come sostituto della media
in quanto riteneva che il calcolo della media fosse troppo laborioso rispetto al vantaggio in termini di precisioni che offriva.

## Opere
- Das Büchlein vom Leben nach dem Tode, 1836. In italiano Il libretto della vita dopo la morte, 2014, Adelphi, Milano
- Nanna oder über das Seelenleben der Pflanzen, Leipzig, 1848. In italiano Nanna o l'anima delle piante, 2008, Adelphi, Milano
- Zend-Avesta: oder, Über die Dinge des Himmels und des Jenseits vom Standpunkt der Naturbetrachtung, 1851
- Uber die physikalische und philosophische Atomenlehre, 1853
- Elemente der Psychophysik, 1860
- Vorschule der Ästhetik, 1876
- Die Tagesansicht gegenüber der Nachtansicht, 1879